# سوسکچه خرطودار آنگوستاتوس
سوسکچه خرطودار آنگوستاتوس گونه‌ای سوسکچه از سرده سوسکچه‌های خرطوم‌دار است که در جنوب اروپا (حوضه مدیترانه) زندگی می‌کند. طول این سوسکچه ۵/۵ میلی‌متر است. این سوسکچه خرطودار به رنگ‌های سبز و خرمایی کم رنگ دیده شده است.